# Emmenagogum
Als Emmenagogum (von gr. ἔμμηνος émmenos „im Monat, monatlich“, ἐμμήνια emménia „Menstruation“ und ἀγωγός agogós „führend“) wird eine Arznei bezeichnet, die den Eintritt der Monatsblutung anregt. Es wird zwischen inneren und äußeren Emmenagoga unterschieden.
In der Volksheilkunde werden zur inneren Anwendung Phytopharmaka wie Nelken, Rosmarin, Safran, Mönchspfeffer oder Senf eingesetzt.
Äußere Emmenagoga, etwa warme Bäder, werden zur Durchblutungsanregung verwendet, entstauend wirkt die Blutegeltherapie.
Bei einigen innerlich angewandten Emmenagoga besteht bei höherer Dosierung die Gefahr, dass sie im Falle einer Schwangerschaft abortiv wirken.